# Laraine Day
Laraine Day (Roosevelt (Utah), 13 oktober 1920 - Ivins (Utah), 10 november 2007) was de artiestennaam voor Laraine Johnson, een Amerikaans actrice.
Day werd geboren in Utah als dochter van Mormonen. Later verhuisden ze naar Californië, waar ze een carrière in de film aspireerde. In 1937 kwam haar debuut met een kleine rol in Stella Dallas. Al snel kreeg ze een filmcontract bij RKO Pictures en was ze in verscheidene B-westerns te zien naast George O'Brien. In haar begindagen was ze nog werkzaam onder haar officiële naam of de artiestennaam Laraine Hays.
In 1939 verliet ze de studio om bij Metro-Goldwyn-Mayer te gaan werken. Ze speelde de vrouwelijke hoofdrol in een aantal prominente films, maar werd in het algemeen beschouwd als een B-actrice. Van 1942 tot en met 1947 was ze getrouwd met Ray Hendricks, met wie ze twee kinderen adopteerde. Een dag na de scheiding huwde ze honkbalmanager Leo Durocher, waar ze twee kinderen mee kreeg. Ook dit huwelijk hield niet stand; ze scheidden in 1960. Een jaar later trouwde ze met Michael Grilikhes. Ook met hem kreeg ze twee kinderen. Ze bleven getrouwd tot zijn overlijden in maart 2007. Day stierf enkele maanden later op 87-jarige leeftijd.
- Bibsys: 10047611
- Biblioteca Nacional de España: XX4579847
- Bibliothèque nationale de France: cb14040811d (data)
- Gemeinsame Normdatei: 1061452484
- International Standard Name Identifier: 0000 0001 1627 6739
- Library of Congress Control Number: no92027592
- Nationale Bibliotheek van Tsjechië: xx0150672
- Nationale Bibliotheek van Israël: 987008729618505171
- Nederlandse Thesaurus van Auteursnamen: 244605858
- SNAC: w6wh44m9
- Système universitaire de documentation: 055667562
- Virtual International Authority File: 41407574
- WorldCat: E39PBJtcK8xfxyjJGvpc8t9JjC